# Тартун
Тартун (нем. Tarthun) — община в Германии, в земле Саксония-Анхальт. 
Входит в состав района Зальцланд. Подчиняется управлению Эгельнер Мульде.  Население составляет 814 человек (на 31 декабря 2006 года). Занимает площадь 8,62 км².